# الكبة (السبرة)

تعديل مصدري - تعديل

الكبة محلة تابعة لقرية دار السمايا، التابعة لعزلة التربة بمديرية السبرة إحدى مديريات محافظة إب في الجمهورية اليمنية، بلغ تعداد سكانها 20 حسب تعداد اليمن لعام 2004.